# Rock do Sertão
Rock do Sertão é um álbum da banda Mastruz com Leite, lançado em 1994. É o segundo álbum com o maior número de sucessos da banda e que tem alguns dos maiores sucessos em toda carreira. Destacam-se os sucessos Meio-Dia, Vem pro meu mundo, Eu e o Camaleão, Carta de Marginal, Eu não Sou Galinha Não, além da faixa-título, que fala sobre a mistura do forró com o rock da época. O disco 
vendeu cerca de 420 mil cópias, rendendo discos de ouro e platina. Com este trabalho, a banda consagrou seu nome em nível nacional, se apresentando nos programas do Faustão, Clodovil, Raul Gil, Hebe Camargo, Som Brasil, Xuxa Hits e Jô Soares Onze e Meia. Também foram destaques nas revistas Manchete e Veja, que destacou a temporada de apresentações do grupo, durante dois finais de semana, na disputadíssima casa de shows Canecão, no Rio de Janeiro; a única banda de forró a ter pisado no palco, onde somente artistas do primeiro time da música brasileira se apresentavam.

## Faixas
| #  | Musica                    | Compositores                              |
| -- | ------------------------- | ----------------------------------------- |
| 01 | Vem Pro Meu Mundo         | Rita de Cássia Oliveira dos Reis          |
| 02 | Rock Do Sertão            | Luiz Fidelis                              |
| 03 | Eu E O Camaleão           | Luiz Fidelis                              |
| 04 | Carta De Marginal         | Lucas Evangelista                         |
| 05 | Marcas Desse Amor         | Rita de Cássia Oliveira dos Reis          |
| 06 | Passeando Pelo O Nordeste | Luiz Fidelis                              |
| 07 | Quer Ver Eu Querer Me Dê  | Luiz Fidelis                              |
| 08 | Beija-Flor                | Luiz Fidelis                              |
| 09 | Eu Não Sou Galinha Não    | Luiz Fidelis                              |
| 10 | Medo De Te Perder         | Rita de Cássia Oliveira dos Reis          |
| 11 | Tele-Amor                 | Luíz Fidélis/França                       |
| 12 | Se O Nordestino Quisesse  | Carneiro Portela/Marcus Rio               |
| 13 | Meio-Dia                  | Luiz Fidelis/Danilo Lopes                 |
| 14 | Novos Paus-De-Arara       | França                                    |
| 15 | Não Dá Pra Te Esquecer    | Rita de Cássia Oliveira dos Reis          |
| 16 | Leito Da Saudade          | Ferreira Filho/Rômulo César/Cláudio Mello |
| 17 | Canarinha Do Sertão       | Luiz Fidelis                              |